# Adilly
Adilly là một xã của tỉnh Deux-Sèvres, thuộc vùng Nouvelle-Aquitaine, miền tây nước Pháp.